# Christian Streiff
Christian Streiff (Sarrebourg, 21 settembre 1954) è un dirigente d'azienda e scrittore francese.
Christian Streiff è stato nominato amministratore delegato della compagnia Airbus il 2 luglio 2006; venne sostituito in questo ruolo il 9 ottobre 2006 da Louis Gallois, dopo che Streiff stesso aveva rassegnato le dimissioni, nemmeno tre mesi dopo aver accettato l'incarico. Streiff infatti si era trovato isolato nel suo piano di ristrutturazione della Airbus.
Un mese più tardi venne nominato amministratore delegato del gruppo PSA Peugeot Citroën.
Nel 2009 viene colpito da un ictus.
Da maggio 2013 ricopre la carica di Vice Chairman presso il consiglio di amministrazione di Safran S.A.

## Opere
- (FR) Christian STREIFF, J'étais un homme pressé, LE CHERCHE MIDI, 2014, ISBN 978-2-7491-3311-9.